# Oktay Derelioğlu
Oktay Derelioğlu (Istanbul, 17 dicembre 1975) è un ex calciatore turco, di ruolo attaccante.

## Carriera

### Nazionale
Ha partecipato ai Mondiali Under-20 del 1993 ed agli Europei del 2000.

## Palmarès

### Club

#### Competizioni nazionali
- Campionato turco: 1

Beşiktaş: 1994-1995
- Coppa di Turchia: 2

Beşiktaş: 1993-1994, 1997-1998
- Supercoppa di Turchia: 2

Beşiktaş: 1994, 1998